# Guerra civile greca
La guerra civile greca (in greco ο Eμφύλιος Πόλεμος?, o Emfýlios Pólemos, lett. "la guerra civile") fu combattuta in una serie di fasi fin dal 1944 ma ufficialmente dal 1946 al 1949 in Grecia fra due fazioni contrapposte di cui una dichiaratamente comunista e l'altra anticomunista. La fazione comunista era costituita inizialmente dai partigiani dell'ELAS organizzatisi successivamente nell'Esercito Democratico Greco che furono appoggiati anche dai partigiani jugoslavi del NOF. La fazione opposta era costituita inizialmente da varie organizzazioni partigiane anticomuniste e, dopo la liberazione dal nazismo, dalle forze governative monarchiche greche, sostenute dapprima dalla Gran Bretagna e poi soprattutto dagli Stati Uniti d'America. La fase finale di questa guerra fu un momento estremamente delicato della contrapposizione USA-URSS (guerra fredda) perché una vittoria comunista avrebbe causato un allargamento dell'egemonia sovietica all'area dell'Egeo.
Grazie agli appoggi internazionali e alla netta superiorità numerica (le forze governative erano il triplo di quelle marxiste), l'Esercito ellenico riuscì a vincere il conflitto.
La guerra civile volse in favore delle forze anglo-greche anche per il venir meno dell'appoggio delle forze jugoslave in seguito alla rottura dei loro rapporti con il governo di Mosca. Nel 1949 le ultime bande armate comuniste si sciolsero e prevalse così lo schieramento occidentale.

## Antefatti

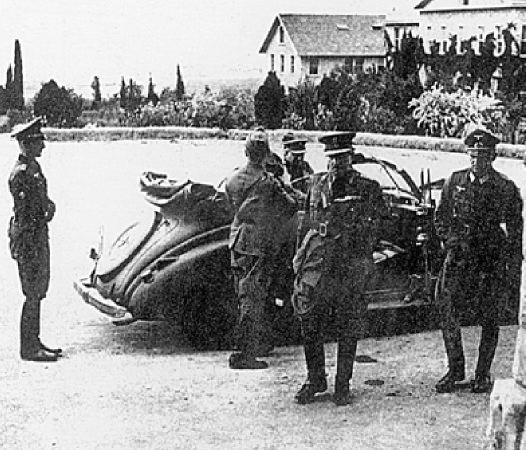
Arrivo del primo ministro del governo collaborazionista greco Georgios Tsolakoglu per la firma della resa nell'aprile 1941

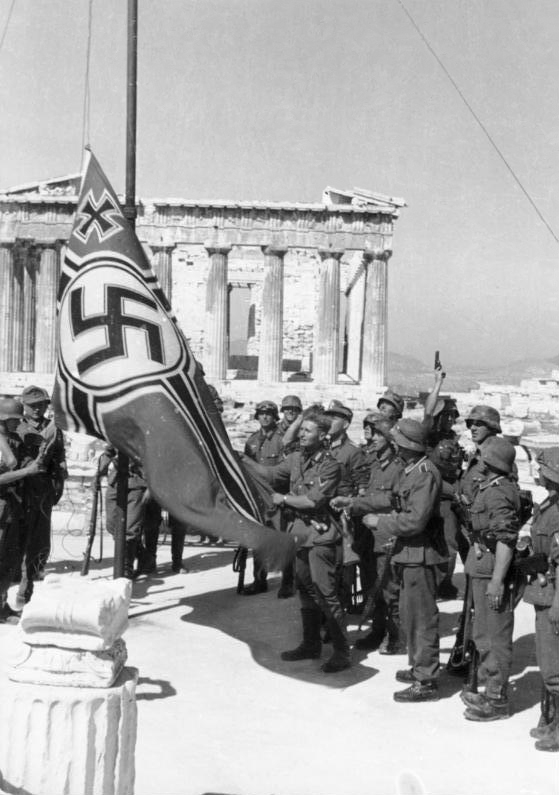
Soldati tedeschi innalzano la bandiera nazista sull'acropoli ateniese

Agli inizi del 1941, mentre la Grecia veniva occupata da tedeschi e italiani e ad Atene s'instaurava un governo fantoccio filo-nazista, re Giorgio II, abbandonata la Grecia, si rifugiò al Cairo dove nell'aprile del 1941 formò un governo in esilio, che ricevette subito il riconoscimento della Gran Bretagna. Di questo governo in esilio fecero inizialmente parte anche diversi ex-collaboratori del dittatore Ioannis Metaxas, che furono però in un secondo tempo estromessi.
Nel frattempo nel paese si organizzava la resistenza. Nel 1941, dopo la conquista di Atene da parte delle truppe tedesche e la seguente formazione di un governo collaborazionista greco (30 aprile 1941), si formarono una serie di movimenti clandestini di opposizione, chiamati anche Andartes, dal greco Αντάρτης (ribelle). I principali gruppi erano: il Fronte di liberazione nazionale greco (EAM), l'Esercito Nazionale Democratico Ellenico (EDES), la Lega Nazionale sociale di Liberazione (EKKA), l'Organizzazione Panellenica di Liberazione (PAO), l'Organizzazione X, il Comitato Supremo di Lotta Cretese (AEAK), ed altri minori. Queste organizzazioni, pur nate per contrastare l'invasore nazista, avevano estrazioni politiche e sociali molto diverse fra loro e fra esse nacquero subito dei forti contrasti che crebbero portando infine alla guerra civile.

## Gli eventi
È difficile stabilire l'inizio esatto di questa guerra civile. Secondo alcuni l'evento ebbe inizio nel 1944, dopo il ritiro dei tedeschi da Atene (12 ottobre 1944), con il messaggio inviato da Churchill al ministro degli esteri britannico il 7 novembre 1944, che preannunciava l'arrivo della brigata britannica ad Atene in appoggio del governo greco presieduto da Papandreou:
(Lettera di Churchill al Ministro degli Esteri britannico, 7 novembre 1944)
In realtà gli eventi che si svolsero tra la fine del 1944 e l'inizio del 1945 possono essere considerati una fase intermedia di un conflitto che era iniziato almeno due/tre anni prima quando, nella Grecia ancora occupata dai tedeschi, erano nati una serie di movimenti clandestini di opposizione che pur nati per contrastare l'invasore nazista, avevano estrazioni politiche e sociali molto diverse fra loro, che li portarono a competere sanguinosamente per il controllo del territorio prima e dello stato ellenico dopo.
Si possono pertanto individuare tre fasi nella guerra civile:
- Prima fase: 1943-1944, lotta fra le fazioni della resistenza;
- Seconda fase: dicembre 1944-gennaio 1945, battaglia di Atene o Dekemvriana;
- Terza fase: 1946-1949, scontro finale in campo aperto fra l'Esercito ellenico e l'Esercito Democratico Greco.

### Prima fase (1943-1944)

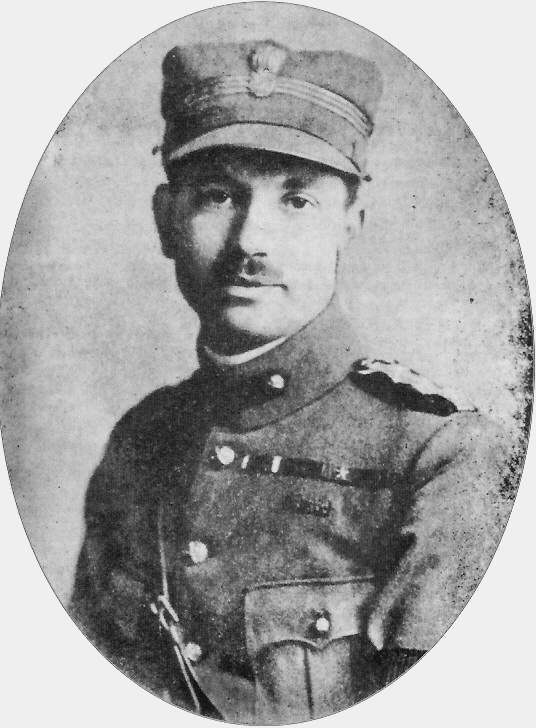
Dimitrios Psarros fondatore della Lega Nazionale Sociale di Liberazione (EKKA)

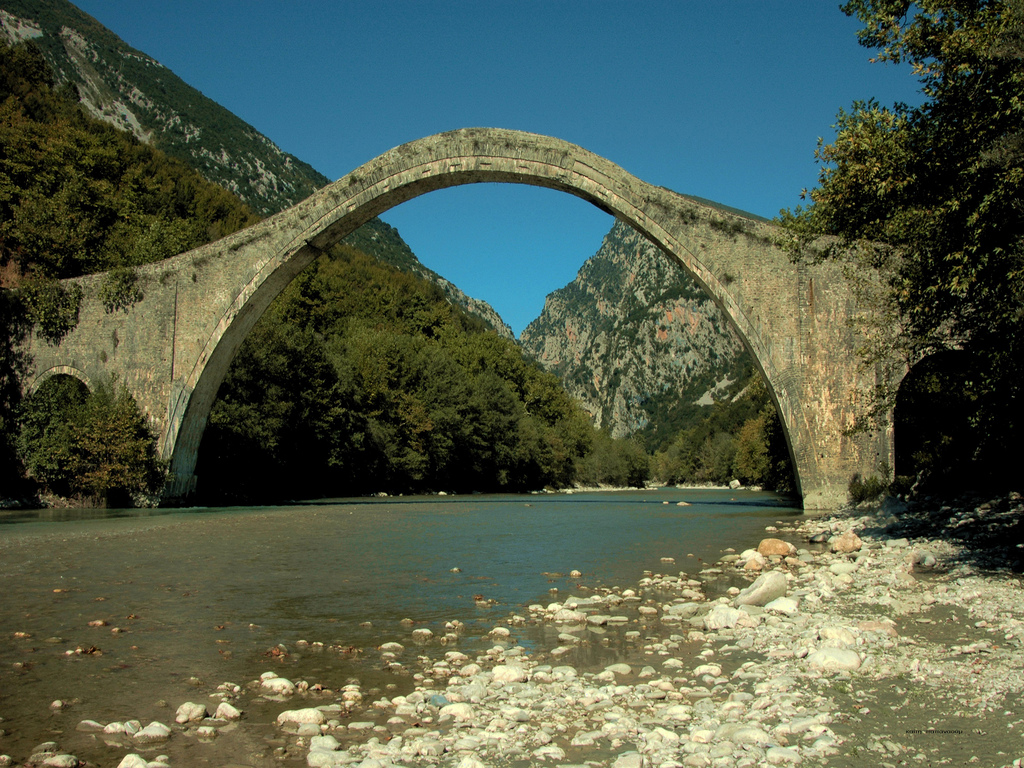
Ponte di Plaka dove fu firmato l'omonimo accordo nel 1944

Come detto nella Grecia occupata dai tedeschi nacquero numerosi gruppi clandestini di opposizione. Il gruppo armato più consistente era rappresentato dall'Esercito Popolare Greco di Liberazione (ELAS), nato nel 1942 come braccio armato del Fronte nazionale di liberazione greco (EAM), fortemente controllato dal Partito Comunista di Grecia (KKE). Nonostante prima della guerra il partito comunista non fosse particolarmente forte nel paese, infatti alle elezioni del 1936 aveva ottenuto appena il 6% dei voti, la sua consistenza crebbe molto durante l'occupazione tedesca. Infatti il numero approssimativo di combattenti dell'ELAS aumentò da circa 2000 nel febbraio 1943 a 12000 a giugno, poi a 25000 nel gennaio 1944 e 45000-50000 nel settembre 1944.
Degli altri gruppi organizzati, i maggiori erano l'EKKA, che non superò mai i 1000 combattenti, e l'EDES che raggiunse oltre 4000 combattenti nel 1943 e poi 7000 combattenti nel 1944. L'EKKA era formato per lo più da militari del reparto scelto di Euzoni del Reggimento 5/42, era attivo nella Grecia centrale ed era di ispirazione repubblicana. L'EDES era di ispirazione venozelista, un misto di antimonarchici, anticomunisti e nazionalisti, erano attivi inizialmente nell'Epiro e Grecia occidentale. Nel tempo entrambe le organizzazioni persero il loro carattere politico originario, per diventare un rifugio per ufficiali e gendarmi di destra che fuggivano o combattevano contro l'ELAS.
Tutti questi gruppi di resistenza furono pesantemente supportati dai britannici che fornirono loro, oltre al materiale bellico e alle forniture in generale, anche un supporto economico consistente in una sovrana d'oro al mese per ogni guerrigliero attivo e arruolato permanentemente. Si calcola che nel periodo interessato siano state fornite da 100000 a 900000 sovrane.
Durante il 1942 l'EAM/ELAS costrinse le organizzazioni partigiane rivali a integrarsi con la loro organizzazione o a disarmarsi e disperdersi. La situazione prese un'accelerazione dopo la conferenza pan-ellenica del KKE del dicembre 1942, in cui i comunisti dichiararono chiaramente che il movimento di resistenza era solo un passo preparatorio alla conquista del potere. Per preparare il terreno a tale conquista essi elaborarono un piano, il cui primo punto era la monopolizzazione del movimento di resistenza eliminando i gruppi rivali. Essi erano inoltre convinti che la Grecia sarebbe stata presto liberata dai britannici anche senza il loro aiuto e quindi dedicarono i loro sforzi a egemonizzare la resistenza.
Nei primi mesi del 1943 l'ELAS intraprese una serie di azioni finalizzate allo scopo anzidetto. Il 13 maggio 1943 attaccarono le forze dell'EKKA disperdendole e pochi giorni dopo tentarono la stessa cosa contro le truppe dell'EDES nella zona di Valtos (attuale Amfilochia).
Questi scontri preoccuparono non poco il comando britannico nei Balcani che non vedeva di buon occhio il ruolo egemone dell'ELAS e aveva bisogno di un contributo più efficace nel contrasto all'esercito tedesco. Nel maggio del 1943 il capo del SOE, Brigadiere generale Myers, propose pertanto un incontro con le principali organizzazioni della resistenza per trovare un accordo. I capi dell'ELAS non volevano partecipare, ma poi furono convinti dalla minaccia britannica di una interruzione dei rifornimenti. I colloqui si conclusero il 4 luglio 1943 con la firma del cosiddetto National Band Agreement.
La tregua fu di breve durata e pochi mesi dopo gli scontri ripresero. Fra ottobre e novembre 1943 le forze dell'ELAS attaccarono i combattenti dell'EDES in Epiro, Tessaglia e Macedonia, costringendoli a ritirarsi in Epiro. Il generale Zervas contrattaccò con successo nel gennaio 1944, ma subì un ritorno dell'ELAS a inizio febbraio, fino a che un armistizio venne concordato il 4 febbraio 1944. Si calcola che le perdite subite in questi quattro mesi di scontri da ambo le parti siano state superiori a quelle inflitte dalla Germania.
A metà febbraio i capi dell'ELAS, visto che con questi scontri non erano riusciti a disperdere le bande dell'EDES, che conservavano gran parte dei loro insediamenti nell'Epiro centrale, proposero un incontro fra le fazioni che si tenne a partire dal 19 febbraio inizialmente a Myrofyllo e poi a Plaka, presso l'omonimo ponte sul fiume Arachthos. Il negoziato non andò nella direzione sperata dai vertici ELAS per la resistenza dei delegati di EDES ed EKKA ad accettare qualunque forma di fusione con l'ELAS o a disarmarsi e pertanto fu chiuso il 29 febbraio con l'accettazione dell'attuale divisione territoriale fra le fazioni che vedeva l'EDES confinato in un'area situata principalmente a ovest della spina centrale delle catene del Pindo, a sud delle strade che andavano da Metsovo attraverso Ioannina a Igoumenitsa e a nord della strada da Arta a Preveza.
Nell'aprile del 1944 ci fu un ammutinamento filo-comunista fra le forze armate della marina greca stanziate ad Alessandria in Egitto che causò le dimissioni del capo di governo in esilio Emmanouil Tsouderos, al cui posto venne nominato Sophoklís Venizélos, che si dimostrò però inadatto a gestire la situazione, e venne sostituito da Geōrgios Papandreou. Questi propose una conferenza fra i rappresentanti del governo in esilio e quelli degli altri partiti delle varie organizzazioni di resistenza, che si tenne in Libano nel maggio del 1944. La conferenza si concluse con un sofferto accordo sottoscritto fra le parti e noto come "Carta del Libano". Esso prevedeva l'accordo per l'unificazione delle forze di resistenza sotto il governo esiliato, l'istituzione di un governo di unità nazionale guidato da Georges Papandreou con la partecipazione di alcuni ministri provenienti dalle file dell'ELAS, e un plebiscito sulla costituzione da tenersi dopo la liberazione della Grecia.
Nel settembre del 1944, quando fu chiaro che la liberazione della Grecia era ormai imminente, Papandreou convocò un ulteriore incontro a Caserta con il generale Zervas, capo dell'EDES, e il generale Sarafis, capo militare dell'ELAS, per porre tutte le forze di guerriglia sotto il comando del governo greco, che a sua volta ha trasferito questa autorità all'ufficiale britannico al comando delle forze alleate in Grecia.

### Seconda fase (1944-1945)

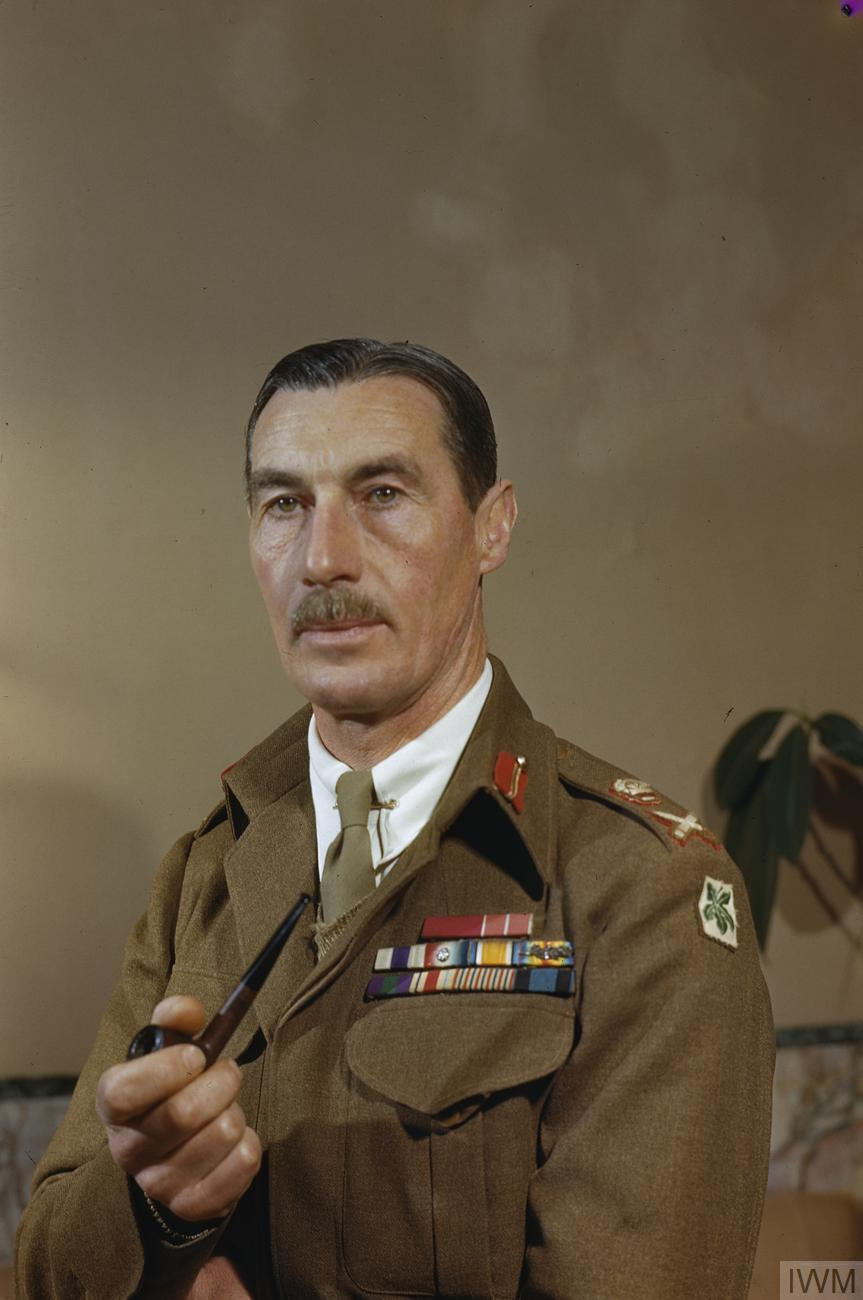
Il generale Ronald Scobie comandante delle truppe britanniche ad Atene nel 1944

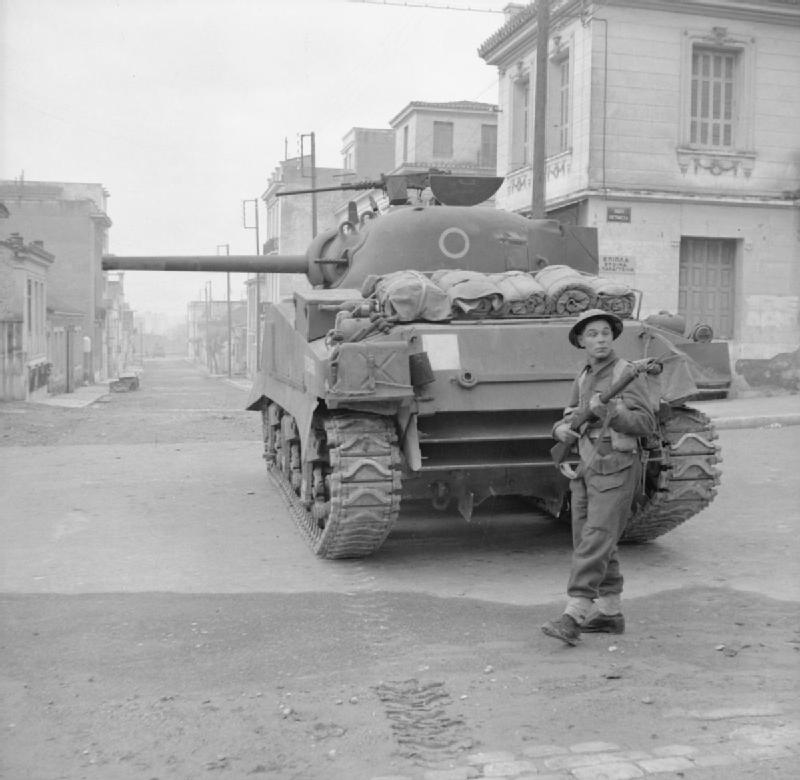
Carro armato e fucilieri britannici nelle strade di Atene nel dicembre 1944

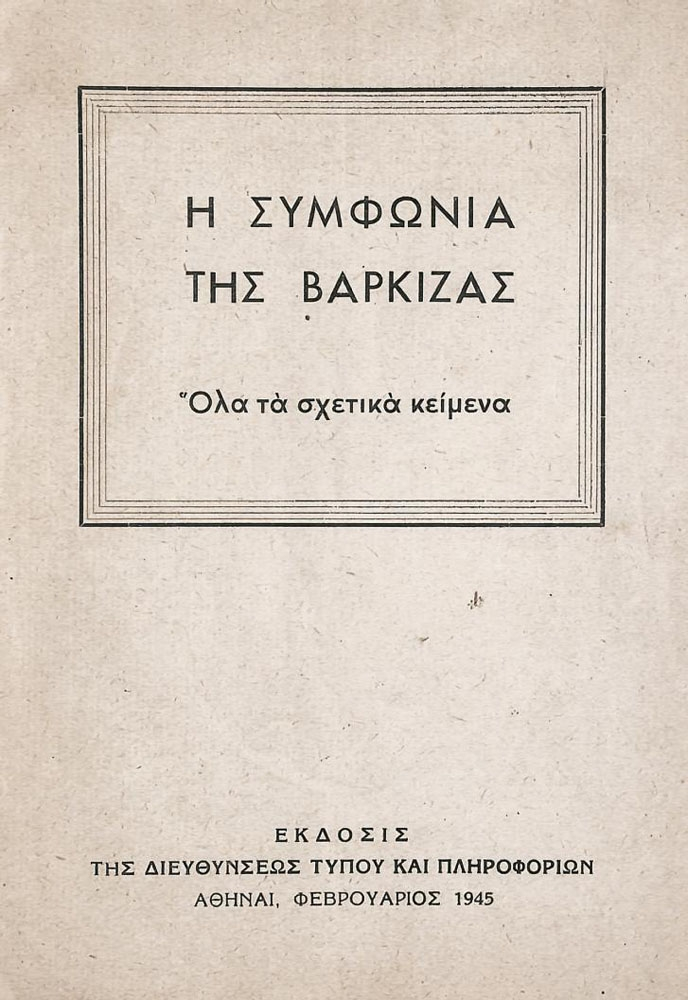
Accordo di Varkiza firmato nel febbraio 1945 fra ELAS e il governo greco

La seconda fase della guerra civile avvenne fra dicembre 1944 e gennaio 1945. A settembre le forze tedesche, preoccupate di restare tagliate fuori dalla rapida avanzata delle truppe russe in Bulgaria e Romania, abbandonarono la Grecia e il 13 ottobre l'esercito britannico entrò ad Atene, che fu l'ultima area abbandonata dai tedeschi, seguito a pochi giorni di distanza da Papandreou e i suoi ministri. Re Giorgio II rimase al Cairo in quanto era stato stabilito nella conferenza del Libano che il futuro della monarchia sarebbe stato deciso da un referendum popolare.
La situazione sul campo vedeva un forte presidio dell'EAM che controllava la popolazione e i principali servizi. Per contro Papandreou poteva contare su circa 3000 poliziotti, la cui fedeltà al governo era sicuramente parziale, e sulla presenza delle truppe britanniche, che tuttavia fuori Atene erano poco presenti. Egli fu pertanto costretto a collaborare con l'EAM, anche se lo considerava agli ordini di Mosca, facendo loro varie concessioni, fra cui l'affidamento formale (5 novembre) della funzione di polizia sul territorio, esclusa la capitale e le aree controllate da EDES.
Papandreou tuttavia non si fidava dell'EAM e sapeva che solo la presenza di considerevoli forze alleate in Grecia poteva impedire loro di prendere il potere. L'8 ottobre 1944 incontrò Churchill ed Eden in Italia mentre erano diretti a Mosca. Egli chiese loro il supporto e la presenza delle forze britanniche per la formazione di un esercito nazionale greco basato sulla coscrizione generale, che potesse consentire al governo di resistere alla pressione comunista. I britannici diedero il loro appoggio a Papandreou, cosa che venne confermata pochi giorni dopo, durante l'incontro a Mosca, in cui venne sancita la suddivisione dei Balcani con l'Unione Sovietica in quello che viene chiamato accordo Churchill-Stalin sui Balcani, chiamato anche "accordo sulle percentuali", in cui a fronte del riconoscimento del ruolo dominante dell'Unione Sovietica in Bulgaria, Ungheria e Romania, la Gran Bretagna ottenne il predominio in Grecia.
L'11 novembre Papandreou nominò comandante in capo dell'esercito il generale Alexandros Othonaios, che sebbene fosse un fidato realista, era ben visto dai comunisti, il quale nominò il suo vecchio collega Sarafis capo di stato maggiore. Subito dopo il segretario generale dell'EAM Georgios Siantos ordinò alle organizzazioni del partito provinciale di assicurarsi che i membri dell'ELAS si presentassero alle stazioni di reclutamento quando convocati e, dopo il reclutamento, mantenessero la loro organizzazione politica all'interno della nuova forza.
Nel mese di novembre rientrò dall'Italia la Brigata di montagna, che sfilò ad Atene tra gli applausi della folla e sotto gli occhi preoccupati dei responsabili dell'EAM. Questa brigata, collaudata sul campo di battaglia e agguerrita, era chiaramente stata richiamata in patria per formare il nucleo del nuovo esercito, voluto da Papandreou. Nei giorni successivi, la situazione precipitò. Infatti mentre Papandreou cercava una difficile mediazione con l'EAM, intervenne il generale Ronald Scobie, comandante del contingente britannico, che il 1º dicembre impose il disarmo dell'EAM entro il 10 dicembre. Al tempo stesso il capo dell'EAM Siantos proclamò una manifestazione di massa da tenersi ad Atene e in altre città il 3 dicembre, e uno sciopero generale a partire dal giorno successivo. Il 2 dicembre i ministri EAM si dimisero dal governo di unità nazionale.
Su queste due mosse, entrambe chiaramente inutilmente provocatorie in un momento in cui la tensione era già alta, gli storici hanno discusso lungamente. Tuttavia, se la richiesta di Scobie, sia pure legittima in base agli accordi di Caserta, dimostrò da parte sua una scarsa conoscenza della situazione sul territorio e della storia dell'EAM, la manifestazione e il successivo sciopero generale chiamati da Siantos furono un enorme errore politico. Forse Siantos pensava che i britannici fossero troppo pochi per intervenire, o magari pensava che non sarebbero intervenuti se non dopo la data del 10 dicembre, o forse, non conoscendo l'accordo fra Churchill e Stalin sulla spartizione dei Balcani, sperava in un intervento di supporto dei sovietici. Purtroppo per lui le cose andarono diversamente.
La mattina del 3 dicembre una imponente colonna di manifestanti entrò in piazza Syntagma, ad Atene, fortemente presidiata dalla polizia e da mezzi britannici. Qui, per ragioni che non sono state mai del tutto chiarite, la polizia aprì il fuoco contro i manifestanti, uccidendone oltre una decina e ferendone molti di più. L'ordine di sparare fu dato dal capo della polizia Angelos Evert, ma non è mai stato chiarito se fu in risposta a colpi sparati dei manifestanti o se fu un'azione dettata unicamente dal timore di essere sopraffatti e di finire uccisi. Questi eventi furono l'inizio della seconda fase della guerra civile e sono noti come Dekemvriana, ovvero "i fatti di dicembre".
Nella notte successiva i militanti dell'ELAS assaltarono le stazioni di polizia nell'area metropolitana, espugnandone diciannove su ventiquattro, oltre ad alcune basi dell'Organizzazione X, una prigione e il quartier generale dell'odiata Sicurezza Speciale e della gendarmeria, consentendo loro di mettere le mani su una notevole quantità di armi e munizioni. Le forze in campo nella parte iniziale dei combattimenti erano favorevoli all'EAM, che potevano contare su oltre 12000 uomini armati ad Atene ed altre 10000, in aumento, fuori dall'area metropolitana, mentre i loro oppositori nell'area di Atene Pireo erano circa 10500
Nei giorni successivi Siantos ed i vertici dell'EAM decisero di attaccare i loro principali oppositori greci, senza impegnare le forze britanniche. I loro obiettivi erano dunque la caserma Goudi della Brigata da Montagna, la caserma della gendarmeria di Makregianne, nonché le forze dell'EDES in Epiro e Macedonia. Questo doppio errore, non attaccare i britannici e disperdere le forze non concentrandosi sulla battaglia di Atene, costò molto caro all'EAM. Infatti il generale Scobie, forte dell'appoggio di Churchill, aumentò via via la pressione sull'ELAS. Il 4 e 5 disarmarono alcuni battaglioni ELAS appena giunti ad Atene, il 6 iniziarono i combattimenti e occuparono alcuni punti nevralgici della città, quali l'Acropoli e il Licabetto, il 7 iniziarono il mitragliamento da parte della RAF, bombardamenti di artiglieria e colpi di mortaio. Sul versante opposto le offensive EAM contro le caserme Goudi e Makregianne fallirono, nonostante i ripetuti attacchi, a causa dell'improvvisazione con cui furono condotte, e alla mancanza di coordinamento fra i vari gruppi di assalto.
A partire dal 12 dicembre iniziarono ad arrivare massicci rinforzi britannici, che alla fine ammontarono a due divisioni, una brigata e diversi battaglioni, invertendo i rapporti di forza con l'EAM. Ad inizio di gennaio 1945 il totale delle forze britanniche in Grecia raggiunse i 75000 uomini, di cui una gran parte nell'area metropolitana di Atene. Essi inoltre utilizzarono gli ausiliari greci della rifondata Guardia nazionale, che contava circa 15000 uomini entro la fine del mese e 23000 entro la fine di gennaio.
Sul piano politico internazionale la situazione greca, che vedeva soldati britannici impegnati contro soldati della resistenza, mentre la guerra contro i tedeschi era ancora in atto, stava creando molto imbarazzo a Churchill, sia in patria che fuori. Per queste ragioni egli si recò ad Atene il 25 dicembre per cercare una mediazione. Alla conferenza tenutasi il 26 dicembre i britannici erano rappresentati da Churchill, Eden, Macmillan, Leeper, l'ambasciatore britannico ad Atene, il feldmaresciallo Alexander e il generale Scobie; EAM/ELAS da Siantos, Partsalides e Mantakas. C'erano inoltre il colonnello Popov della missione sovietica e altri partecipanti dei circoli politici greci inclusi Themistokle Sofoulis, George Kafandaris e il generale Nikolaos Plastiras. La conferenza non ottenne il suo scopo perché le richieste presentate da Siantos furono giudicate inaccettabili: metà dei seggi nel nuovo Governo, compresi incarichi chiave come i Ministeri dell'Interno e della Giustizia e il Sottosegretario alla Guerra e agli Affari Esteri, la smobilitazione della gendarmeria, della Brigata da Montagna, del Battaglione Sacro e della neonata Guardia Nazionale, un plebiscito sulla questione costituzionale e le elezioni per una Assemblea Costituente. L'unico punto su cui venne trovato un accordo era l'istituzione di una Reggenza. Per questa figura venne proposto l'arcivescovo di Atene Damaskinos. Ottenuto il beneplacito di re Giorgio II, Damaskinos prestò giuramento come reggente il 31 dicembre. Papandreou si dimise lo stesso giorno e il 3 gennaio il generale Nikolaos Plastiras venne nominato Primo Ministro.

Dopo il fallimento della conferenza le truppe britanniche, ulteriormente rinforzate, ripresero la loro offensiva ed entro il 5 gennaio 1945 la maggior parte del Pireo e di Atene era stata ripulita dalle truppe ELAS, che fuggirono disordinatamente dalla capitale. Secondo alcuni storici i combattimenti nella sola Atene erano costati a ELAS 2000-3000 vite, e oltre 7500 prigionieri. Per contro, le truppe greche anti ELAS avevano perso in totale 3480 uomini. Gli inglesi avevano perso 210 morti, 55 dispersi mai ritrovati e 1100 prigionieri. Il 10 gennaio due emissari del KKE raggiunsero il quartier generale del generale Scobie per cercare una tregua, che fu firmata il giorno successivo, in base alla quale la cessazione delle ostilità era stabilita per il 15 gennaio 1945.
Pochi giorni dopo venne convocata una conferenza a Varkiza, presso Atene, per definire i termini della cessazione delle ostilità, a cui parteciparono i delegati del partito comunista greco, membri dell'EAM/ELAS, e la delegazione governativa greca presieduta dal ministro degli esteri Ioannis Sofianopoulos. L'accordo venne siglato il 12 febbraio 1945 e risultò molto pesante per l'EAM/ELAS, sicuramente più pesante di quello che avrebbero potuto ottenere meno di due mesi prima alla conferenza di Natale con Churchill. Il trattato prevedeva il disarmo totale dell'ELAS e la sua smobilitazione. Inoltre la proposta iniziale di Siantos di una amnistia generale per tutti i reati commessi durante la guerra non fu accettata, e ne venne concessa una amnistia limitata ai reati politici, peraltro non bene definiti, che sarà all'origine di una serie di vendette politiche che si scatenarono successivamente.

### Terza fase (1946-1949)

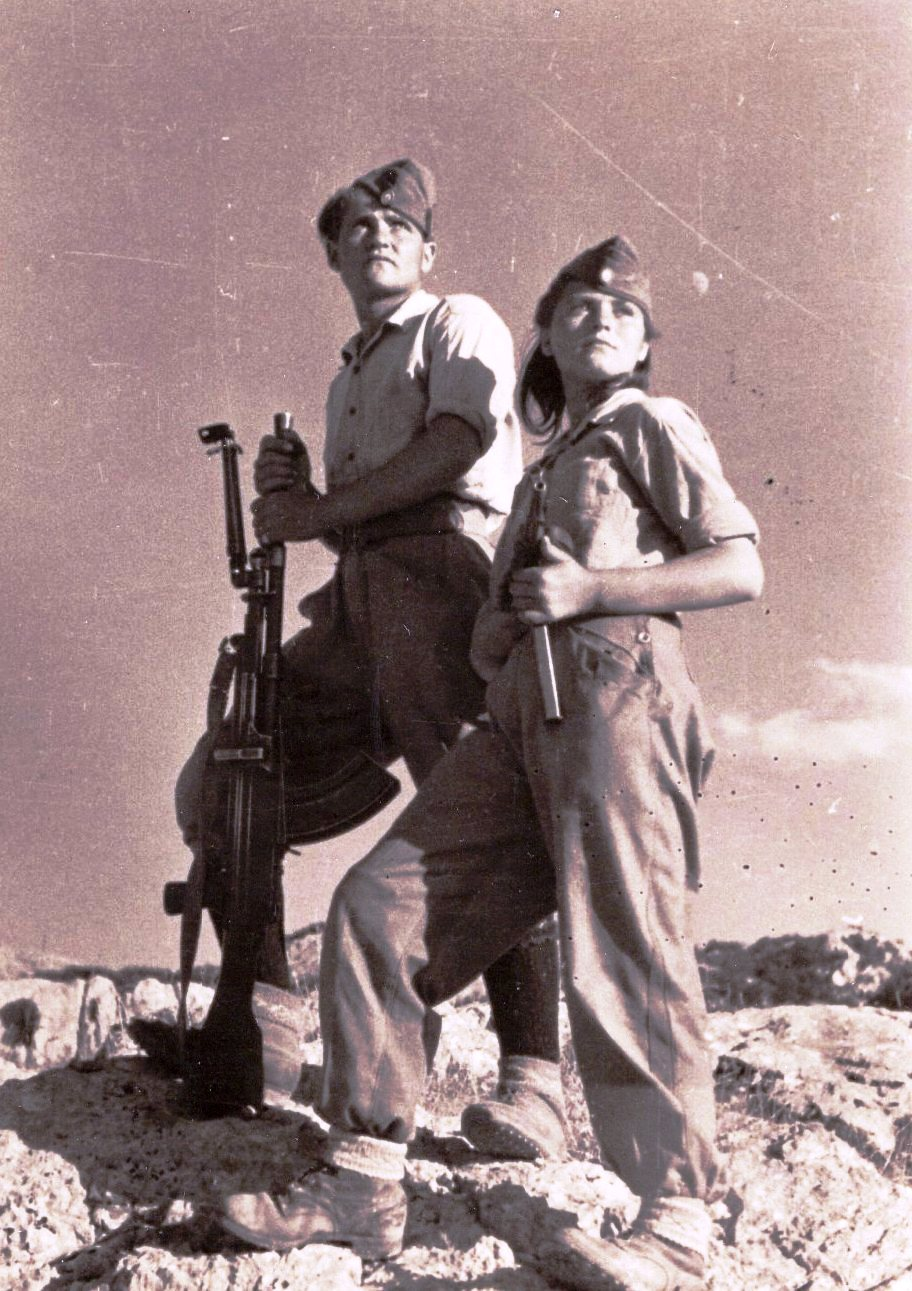
Soldati dell'Esercito Democratico Greco

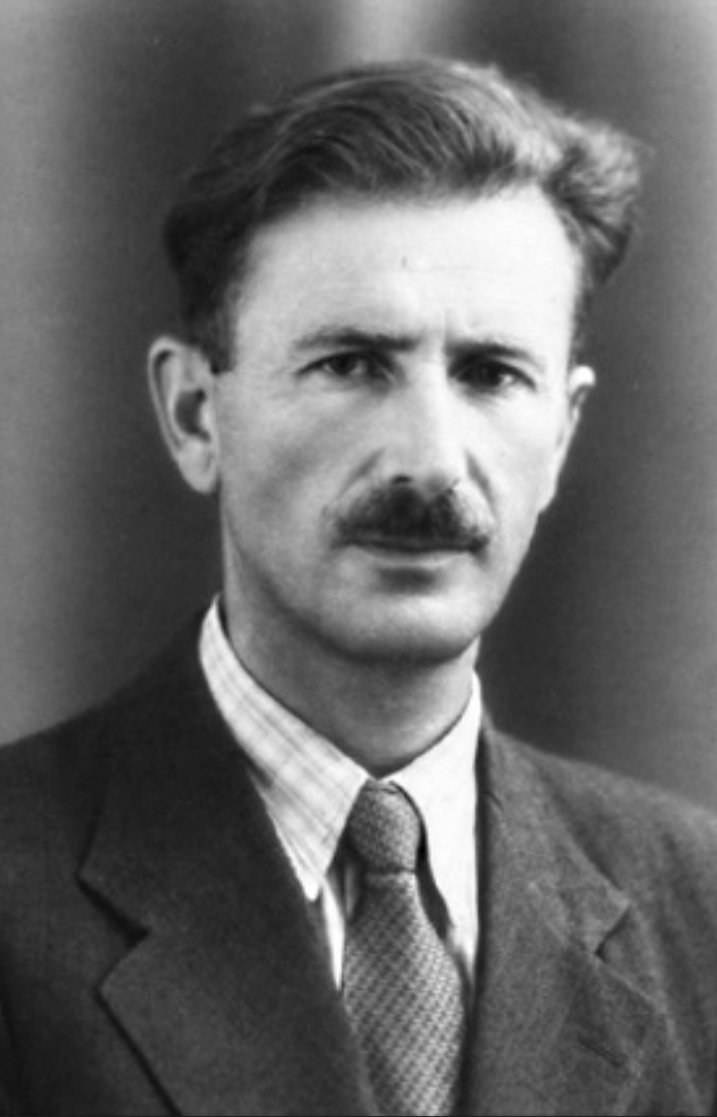
Markos Vafiadis

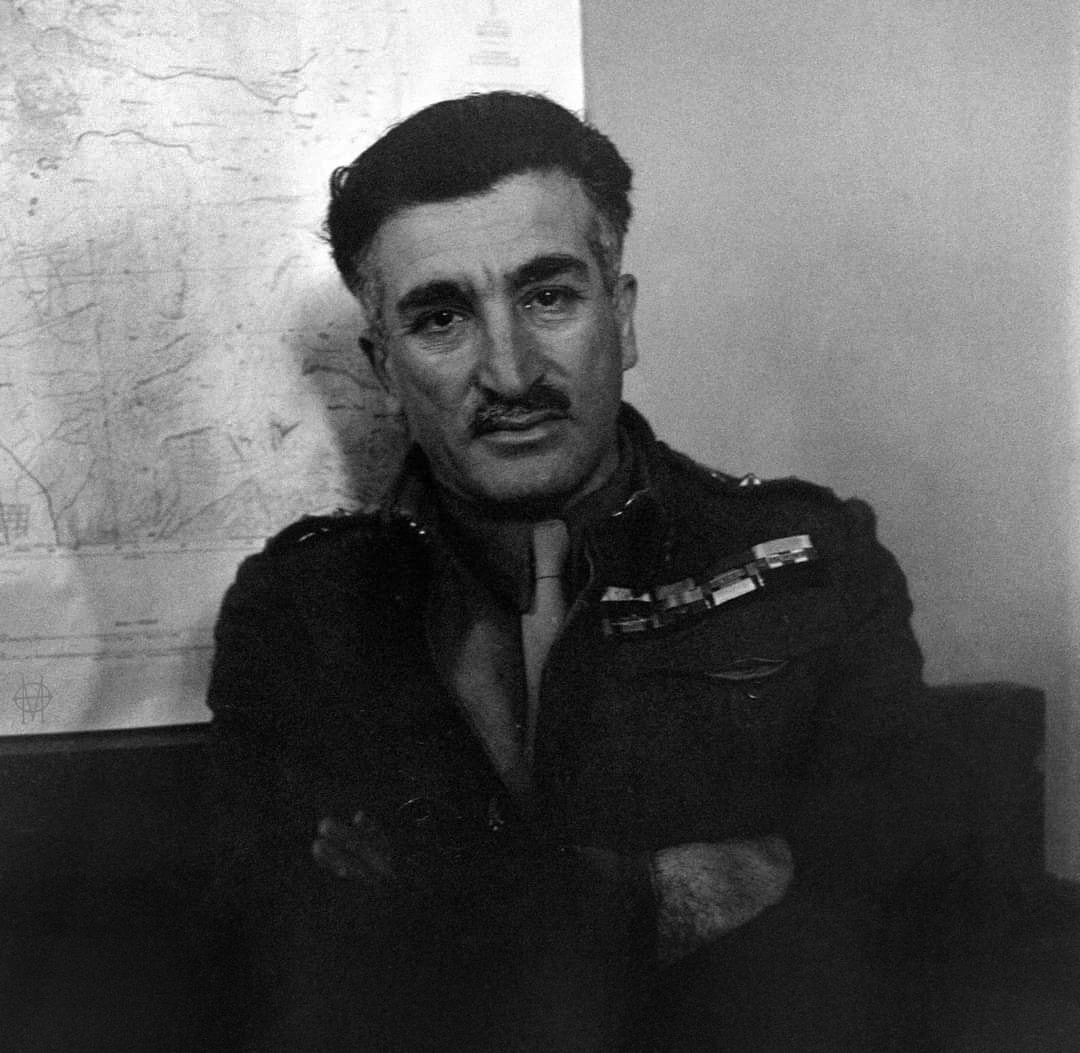
Generale Tsakalotos Thrasyvoulos comandante della 3ª Brigata di montagna greca.

I fatti di dicembre portarono a un riallineamento delle forze politiche, favorito dal governo britannico, che ha determinato l'interruzione della cooperazione del governo greco con l'EAM, iniziata col governo di unità nazionale di Papandreou, e il ripristino del suo allineamento con lo stato tradizionale e la gerarchia sociale filomonarchica. Un esempio di questo riallineamento fu la frettolosa riabilitazione e riarmo della Gendarmeria, accusata dall'EAM di collaborazionismo con i nazisti. Dopo l'accordo di Varkiza una parte della società greca fu pervasa da uno spirito che venne chiamato ethnikophron, un'espressione greca per indicare qualcuno con opinioni ultranazionaliste, che era particolarmente presente negli ufficiali dell'esercito e della polizia. Si trattava di persone fortemente anti-comuniste e generalmente monarchiche, che nel 1945-1956 condussero una guerra alle streghe contro ex militanti EAM e comunisti o presunti tali, che viene chiamata "terrore bianco".
Secondo un rapporto del ministro della Giustizia greco, Constantine Rendis, nel 1945 furono perseguite 80000 persone. Il numero degli arrestati ammontava a 17984 di cui 2388 stavano scontando condanne comminate in un processo, mentre 15596 erano incarcerate in attesa di giudizio o in via preventiva. Inoltre, secondo l'EAM, tra l'accordo di Varkiza e le elezioni del marzo 1946, 1289 dei suoi membri furono uccisi (953 da banditi, 250 dalla Guardia Nazionale, 82 dalla polizia, 4 dagli inglesi), 6681 furono feriti e le proprietà di 18767 persone furono distrutte. Tutto questo avveniva sotto gli occhi dei britannici, che sebbene fossero l'unica forza nel paese in grado di frenare in modo fattibile questa deriva di destra, non fecero praticamente nulla per impedirlo.
Dall'inizio del 1945 fino al marzo del 1946, il governo greco subì diversi cambiamenti su insistenza dei britannici, i quali speravano che, creando un governo stabile e fedele ai loro interessi, ciò avrebbe bloccato la presunta invasione comunista da parte dei sovietici. Dall'aprile del 1945 al marzo del 1946 cinque uomini si succedettero alla guida del governo greco (Nikolaos Plastiras, Petros Voulgaris, l'arcivescovo Damaskinos, Panagiotis Kanellopoulos e Themistoklis Sofoulis) senza che nulla cambiasse nella situazione politico/economica della Grecia.
Le elezioni politiche generali vennero fissate per il 31 marzo 1946, nonostante molti fra quelli che conoscevano bene la situazione ritenessero sbagliato svolgere le elezioni nel clima di intimidazione presente nel paese. Nel febbraio del 1946 il Comitato centrale dell'EAM, riunito in sessione plenaria (12-15 febbraio), aveva deciso di astenersi dalle elezioni, compiendo probabilmente un grave "errore tattico", come ebbe a riconoscere anni più tardi il leader del KKE Kostas Koliyiannis.
Le elezioni vennero vinte da una coalizione monarchico-conservatrice, chiamata Schieramento Unito dei Nazionalisti, capitanata dal Partito Populista il cui leder, Konstantinos Tsaldaris divenne capo del Governo il 18 aprile 1946. Il 1º settembre 1946 si tenne il referendum sul mantenimento della monarchia che vide la vittoria dei monarchici con larga maggioranza. Su questo plebiscito ci furono parecchie critiche e senza dubbio la macchina statale, in mano ai monarchici, intervenne attivamente e vi furono brogli e intimidazioni verso l'elettorato di sinistra, come anche riconosciuto dalla Missione alleata per l'osservazione delle elezioni greche (AMFOGE), anche se il rapporto affermò che anche senza tali interventi la monarchia avrebbe comunque prevalso nelle elezioni.
Nel frattempo il partito comunista greco, che boicottando le elezioni aveva rinunciato a partecipare al governo democratico del paese, iniziò la preparazione per la lotta armata preconizzata nel congresso del febbraio 1946. Sulle ceneri del disciolto ELAS venne costituito l'Esercito Democratico Greco (DSE) al comando del generale Markos Vafiadis. Il DSE crebbe rapidamente assorbendo esiliati e rifugiati in fuga dal terrore bianco e da circa 4000 uomini a settembre 1946, mentre raggiunse i quasi 10000 uomini alla fine di dicembre.
Una delle prime battaglie di questa rifondata formazione avvenne a Litochoro, sotto il Monte Olimpo, la notte fra il 30 e il 31 marzo, alla vigilia delle elezioni generali, dove 33 combattenti DSE hanno attaccato una forza governativa di gendarmi e guardie nazionali e ne hanno uccisi dodici, bruciando edifici e sequestrando armi. Questo scontro fu il più grave dai tempi dell'accordo di Varkiza e per la sua data è stato considerato da molti il punto di inizio della terza fase della guerra civile. In realtà il fatto che l'attacco di Litochoro sia avvenuto alla vigilia delle elezioni fu un caso, dovuto probabilmente più a considerazioni tattiche locali che non a un calcolo politico, e il significato che l'incidente in seguito acquisì come battaglia di apertura della guerra civile fu mitico e dovuto al fatto che si adattava sia alle esigenze della destra di ritrarre i comunisti come l'aggressore, sia ai desideri dei comunisti di affermare di aver agito secondo un piano rivoluzionario.
Sul fronte governativo lo sforzo militare venne sostenuto inizialmente principalmente dalla Gendarmeria, che fu poi affiancata, a partire dal luglio 1946, dall'Esercito ellenico. In effetti l'esercito era abbastanza inadeguato e anche se era passato da circa 9000 uomini a febbraio 1945 a circa 98000 uomini a dicembre 1946, difettava molto in organizzazione ed equipaggiamento. La carenza più grave era comunque la mancanza di ufficiali, sergenti e caporali adeguatamente formati, costringendo la missione britannica, che sovrintendeva al processo di addestramento e organizzazione, a procedere molto lentamente.
Nel periodo che va dalla seconda metà del 1946 alla primavera del 1947 il conflitto vide le forze del DSE impegnate in una serie di azioni di guerriglia nella zona nord del paese che andavano dalla montagne di Agrafa nella Tessaglia sud-occidentale alle catene del Pindo settentrionale e verso est fino alla Tracia, scarsamente contrastate dalle forze governative, che seppure numericamente molto superiori, ottennero scarsi risultati per una serie di motivi che vanno da una scarsa organizzazione, al territorio, alle tattiche di guerriglia impiegate dal DSE.
Dopo la metà del 1947 il DSE ricevette dei rifornimenti dall'Unione Sovietica ma erano molto limitati e sembravano destinati semplicemente a impedire che i greci cadessero sotto l'influenza della Jugoslavia, che a sua volta in quel periodo inviò altri rifornimenti. Secondo fonti jugoslave essi inviarono 35000 fucili, 3500 mitragliatrici, 2000 mitragliatrici pesanti e 7000 cannoni anticarro, oltre a 10000 mine antiuomo, cibo e vestiti.
Il protrarsi dei combattimenti e l'onere di sostenere politicamente e militarmente il governo greco mise in forte difficoltà finanziaria la Gran Bretagna, che alla fine del marzo 1947 lasciò l'incombenza agli Americani, mettendo fine a quasi 150 anni di influenza britannica in Grecia. Il motivo per cui gli Americani accettarono prontamente questo passaggio di consegne è da ricercarsi nella preoccupazione per l'espansione sovietica nei paesi dell'Europa dell'est. Questa preoccupazione venne tradotta nel marzo 1947 in quella che viene comunemente chiamata "Dottrina Truman", ovvero una politica estera americana che aveva l'obiettivo di contenere l'espansione geopolitica sovietica nel mondo. In base ad essa il presidente Truman ottenne lo stanziamento di 300 milioni di dollari in aiuti alla Grecia.
Sul fronte opposto la seconda metà del 1947 vide acuirsi lo scontro fra i due leader principali di questo schieramento: il comandante del DSE Markos Vafiadis e il segretario generale del KKE Nikos Zachariadis. La disputa riguardava l'organizzazione e l'impiego dell'Esercito democratico. Zachariadis non aveva nessuna esperienza militare ed era un ardente comunista impregnato di ortodossia stalinista. Egli propendeva per una trasformazione dell'esercito democratico in una forza militare convenzionale organizzata e strutturata, e quindi più facilmente assoggettabile ad una disciplina del partito, nella convinzione teorica che bastasse questo e la cieca fiducia nel raggiungimento del risultato per superare qualunque problema. Viceversa Vafiadis era un militare di grande esperienza e una persona pragmatica ed aveva capito che l'enorme disparità di uomini e mezzi rispetto all'esercito greco alla lunga avrebbe prevalso e quindi l'utilizzo delle tecniche di guerriglia eran le sole che avrebbero consentito agli irregolari di resistere per più tempo sperando di raggiungere una condizione di stallo da cui era possibile negoziare favorevolmente.
Dalla metà del 1947 fino a tutto il 1948 il DSE continuò ad operare principalmente con tecniche di guerriglia, con attacchi mordi e fuggi per la raccolta di cibo, armi e reclutare adepti, evitando scontri frontali con l'esercito regolare. Nonostante le difficoltà, alcune diserzioni e carenza di strutture per i suoi malati e feriti, il DSE riuscì ad aumentare costantemente le sue file fino a raggiungere 26000 uomini nella primavera del 1948. Era attivo lungo tutta la frontiera settentrionale e verso sud lungo la dorsale montuosa centrale del paese, nonché nelle isole di Lesbo, Samo, Ikaria e Creta, mentre nel Peloponneso era in espansione.
Sotto la spinta di Zachariadis vennero condotte alcune campagne su scala più ampia per la conquista delle città di Metsovo in ottobre e Konitsa in dicembre. Metsovo comandava un passaggio vitale sulla catena del Pindo che collegava la Tessaglia all'Epiro e Konitsa, vicino al confine albanese, era necessaria come capitale per il progetto di governo provvisorio. Questi tentativi tuttavia fallirono rivelando anche una carenza di comandanti di alto livello, a causa dell'internamento da parte del governo della maggior parte degli ex ufficiali di professione che avevano prestato servizio nell'ELAS.
La lotta interna al KKE si risolse con la vittoria di Zachariadis che nel novembre del 1948 ottenne un voto di sfiducia nei confronti di Vafiadis che poi, nel plenum del partito a gennaio 1949, fu rimosso dalla carica di capo del governo provvisorio e del DSE, decisione che venne annunciata a inizio febbraio 1949. Vafiadis fu quindi espulso dal partito e dovette rifugiarsi in Jugoslavia.
Nell'inverno del 1948-1949 le sorti della guerra iniziarono a cambiare. Gli attacchi del DSE alle città di Karditsa, Naoussa e Karpenision furono in gran parte colpi di propaganda, che avevano scarso valore strategico e costarono caro in numero di vite di soldati esperti non rimpiazzabili con adeguate riserve.
Il DSE iniziò infatti ad avere problemi di reclutamento a causa di un massiccio programma di evacuazione dei villaggi di montagna, tradizionale fonte di reclute dell'esercito democratico, attuato dal governo a partire dalla fine del 1947. A tale proposito si calcola che entro la fine del 1948 circa 700000 persone erano state spostate dalle montagne in aree controllate dal governo. 
Inoltre, a causa del conflitto Tito-Stalin, a partire dalla metà del 1948 venne a ridursi considerevolmente l'aiuto militare che il DSE riceveva dalla Jugoslavia, che cessò del tutto alla metà del 1949. Per contro l'arrivo di soldi, provviste e supporto americano avevano notevolmente rinforzato l'esercito regolare greco. Alla fine del 1949, gli aiuti militari da soli ammontavano a 353,6 milioni di dollari e includevano 159922 armi leggere e 4130 pezzi di mortaio e artiglieria. Gli aiuti americani consentirono di aumentare la dimensione dell'esercito nazionale a quasi 150000 uomini, sostenuti da milizie per un totale di circa 100000, oltre a una marina di 14300 e un'aviazione di 7500.
Un altro passo decisivo per la vittoria dell'esercito regolare venne dalla nomina di alcuni generali greci in posti chiave. Primo fra tutti il generale Alexandros Papagos che venne nominato comandante in capo dell'esercito il 29 gennaio 1949 con poteri quasi dittatoriali. Papagos era un militare molto esperto e capace che aveva bloccato l'avanzata italiana in Grecia nel 1940. Un altro generale molto capace fu Thrasyvoulos Tsakalotos, detto il "Patton greco", ex comandante della 3ª Brigata di montagna greca.
Sotto la guida di questi abili comandanti l'esercito greco a partire dal dicembre 1948 iniziò una serie di offensive che galvanizzarono le truppe e in soli nove mesi sconfissero definitivamente il DSE. Nel dicembre 1948 Tsakalotos, al comando di 40000 uomini, condusse una poderosa offensiva nel Peloponneso che costrinse i guerriglieri del DSE a ritirarsi precipitosamente. Entro il 23 febbraio, su 3500 guerriglieri presenti nel Peloponneso, oltre 1029 erano stati uccisi, 1015 catturati e 748 si erano arresi, mentre il resto erano sbandati in fuga. A marzo il corpo responsabile della Grecia nord-orientale, sotto il comando di Theodoros Grigoropoulos, che aveva guidato la gerarchia militare durante l'occupazione, iniziò una serie di offensive che eliminarono numerosi gruppi di guerriglieri dalla Macedonia orientale e da Evros e le costrinsero a ritirarsi nella Macedonia occidentale. In maggio e giugno forze nazionali di 70000 uomini hanno finalmente ripulito le montagne della Grecia centrale, immediatamente a nord del Golfo di Corinto, sconfiggendo in una brillante campagna uno dei più abili capi della guerriglia, Diamantes, che fu ucciso negli scontri e il cui cadavere fu mostrato alla stampa nazionale.
Entro la fine di luglio, quasi tutte le forze residue del DSE di circa 17000 uomini erano schierate lungo le frontiere settentrionali, la maggior parte delle quali sulle alture di Vitsi e Grammos, che erano fortificate e difese con 54 cannoni da campo. In agosto l'esercito nazionale lanciò l'Operazione Pyrsos (detta anche Operazione Torch) per la conquista di quest'ultima roccaforte del DSE. L'operazione prevedeva varie fasi in cui l'esercito nazionale, forte di circa 100000 uomini, fu supportato dall'aviazione ellenica (Royal Hellenic Air Force - RHAF) e artiglieria. Dopo quasi un mese di intensi combattimenti l'esercito democratico, guidato da Zachariadis, si ritirò in Albania nella notte tra il 29 e il 30 agosto.
Questa sconfitta si rivelò decisiva. Infatti le forze del DSE rimaste sul territorio greco erano di poche centinaia di uomini che non potevano più incidere sulle sorti della guerra e a settembre si ritirarono in Bulgaria. Ad ottobre, dopo aver scoperto che i governi sovietico, albanese e bulgaro non erano più disposti a sostenere il suo esercito, Zachariadis annunciò con un comunicato radio del 16 ottobre, che le operazioni militari su larga scala erano terminate "onde prevenire la distruzione totale della Grecia". In pratica fu la fine della guerra.

## Evacuazione dei bambini (paidomazoma)

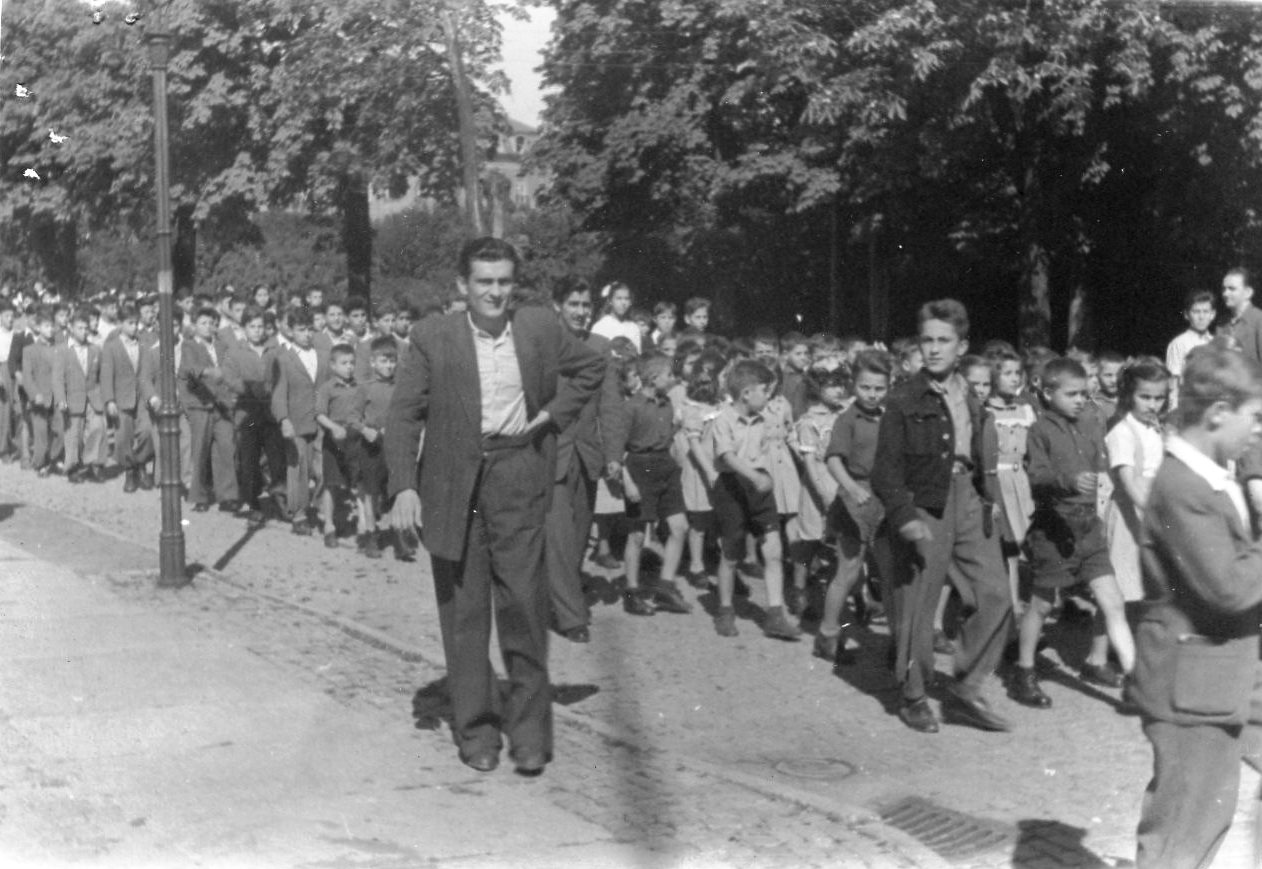
Bambini rifugiati negli orfanotrofi in Romania, 11 settembre 1949

Uno degli aspetti più controversi del conflitto fu l'evacuazione forzata di circa 30000 bambini (figli di anticomunisti, ma non solo) dai territori del Nord controllati dal DSE in "campi di rieducazione socialista" situati nei paesi comunisti vicini (soprattutto in Bulgaria, Cecoslovacchia, Romania e Ungheria). Una Commissione Speciale istituita all'epoca dalle Nazioni Unite (la guerra civile greca fu una delle prime questioni affrontate dalla neonata organizzazione) dichiarò che "alcuni bambini erano stati forzatamente trasferiti", in contrasto con opinioni del Partito comunista che sosteneva che l'evacuazione dalle zone di guerra era avvenuta esclusivamente su richiesta dei genitori. Numerose risoluzioni dell'Assemblea generale ONU fecero appello affinché i bambini venissero rimpatriati, ma la maggior parte di loro fece ritorno in Grecia solamente tra il 1975 e il 1990, molti anni dopo la fine della guerra; di alcune migliaia se ne persero invece le tracce e non fecero più ritorno in Grecia.
Dalla parte opposta, un altro aspetto controverso fu il trasferimento di circa 25000 bambini (prevalentemente figli di guerriglieri del DSE) in 30 villaggi (chiamati "Città dei bambini") nel sud del paese, gestiti da organizzazioni religiose e controllati direttamente dalla regina di Grecia Federica di Hannover; la maggioranza fu successivamente data in adozione a famiglie americane e alcuni di loro iniziarono successivamente a raccogliere notizie sulla propria famiglia in Grecia.
Questo reinsediamento forzato di bambini in zone diverse da quelle di loro appartenenza fu definita in seguito con la parola paidomazoma (greco: παιδομάζωμα, ovvero "raccolta di bambini") per richiamare la pratica del reclutamento forzato di ragazzi cristiani sotto l'Impero ottomano.

## Conseguenze

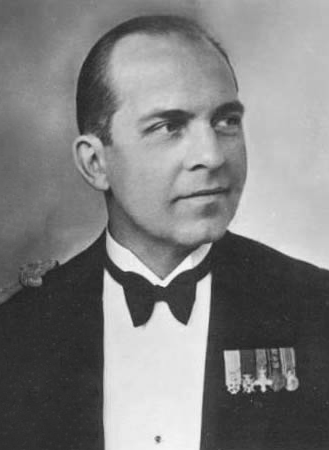
Paolo di Grecia succedette al fratello Giorgio II, morto nel 1947 durante la fase finale della guerra civile

Durante le fasi finali della guerra probabilmente oltre 140000 persone scelsero la via dell'esilio, la maggior parte delle quali per non tornare mai più. Gli esiliati furono particolarmente numerosi tra gli slavofoni e i Koutsovlachs. Le persone uccise sul fronte delle forze comuniste durante i combattimenti del 1946-1950 sembrano essere state quasi 20000 Alla fine del 1949 il governo greco ammise che 50000 persone erano state imprigionate in campi e prigioni, anche se potevano essercene ancora di più in quanto non sempre erano state registrate. L'elenco delle vittime da parte delle forze governative durante i combattimenti del 1946-1950 ammontava a circa 10600 soldati e gendarmi uccisi, 31500 feriti e 5400 dispersi. Inoltre circa 80000 civili erano rimasti uccisi in un misto fra esecuzioni e casualità per mine e bombardamenti da entrambe le parti. 
La guerra, oltre ad affossare l'economia già disastrata, lasciò una profonda divisione ideologica nella popolazione, che impedì la formazione di una stabile situazione politica. Nel 1950 vi furono le prime elezioni dopo la fine della guerra civile, che furono tuttavia inconcludenti, come le successive del 1951. A partire dal 1952, con l'adozione del sistema maggioritario, al posto del proporzionale fino ad allora vigente, i governi ebbero maggiore stabilità, ma la situazione sociale rimase fortemente polarizzata con un profondo divario tra le sezioni di sinistra e di destra della società greca, che portò a gravi tensioni sociali, culminate nel 1963 con l'omicidio del politico di sinistra Gregoris Lambrakis. 
Questa situazione portò, nel 1967, alla dittatura dei colonnelli, che abolirono la monarchia. Solo successivamente alla caduta del regime militare (1974), il governo conservatore di Kōnstantinos Karamanlīs legalizzò il Partito comunista e promulgò una nuova Costituzione che garantiva diritti e libertà, nonché elezioni libere.
Nel 1981 il governo di centro-sinistra del PASOK consentì ai veterani del DSE di ritornare in Grecia e istituì una pensione per coloro che avevano combattuto durante la guerra mondiale nella Resistenza contro i nazifascisti. Nel 1989 un governo di larga coalizione tra destra e sinistra propose una legge, poi approvata all'unanimità dal Parlamento greco, che riconosceva il conflitto avvenuto 40 anni prima non più come una insurrezione comunista, ma come una guerra civile tra l'Esercito nazionale ellenico e l'Esercito democratico greco, dando lo status di legittimi combattenti a entrambe le parti e sostituendo il termine "banditi comunisti", precedentemente in uso, con "combattenti del DSE".